# Boswil
Boswil est une commune suisse du canton d'Argovie dans le district de Muri.

## Monuments et curiosités
L'ancienne église paroissiale Saint-Pancrace est un édifice fortifié avec clocher de style gothique tardif. L'ensemble actuel remonte au XVIIe s. et a été revêtu de nouveaux stucs au XVIIIe s. L'église, rendue à l'usage profane en 1913, a longtemps servi d'atelier à l'artiste verrier Richard Arthur Nüscheler, puis est depuis 1953 salle de concert de la fondation Alte Kirche Boswil.
L'ancienne cure (maison de campagne du XVIIIe s.) appartint elle aussi à Nüscheler au début du XXe siècle et est convertie aujourd'hui en résidence d'accueil pour artistes.